# La Genèse (film, 1999)
« Genèse » redirige ici. Pour les autres significations, voir Genèse (homonymie).
Pour les articles homonymes, voir Genèse (homonymie) et La Genèse.
Pour plus de détails, voir Fiche technique et Distribution.
La Genèse est un film dramatique franco-malien sorti en 1999 et réalisé par Cheick Oumar Sissoko. Le film s'inspire des événements relatés dans les chapitres 23 à 37 de la Bible (livre de la Genèse).
Le film, dont le casting était composé uniquement d'acteurs africains, a été retenu dans la sélection officielle du Festival de Cannes 1999 dans la catégorie Un certain regard.

## Synopsis
Jacob (Yakouba) est un pasteur nomade, le petit fils d'Abraham (Ibrahim) et le fils d'Isaac(Issiaka). Il s'est installé sur l'actuel territoire de la Palestine où résident déjà des habitants sédentaires. La beauté de sa fille, la bergère Dina, enflamme la passion de Sichem, fils de Hamor, un chef local. Sichem enlève Dina, puis vient la demander en mariage à Jacob, qui accède à sa demande pour éviter de faire lever la guerre entre pasteurs et sédentaires. Mais ses fils, qui étaient partis aux pâturages, apprennent ce qui s'est passé. Ils imaginent un stratagème pour attaquer les gens de Hamor et récupérer leur sœur. En parallèle, Ésaü, frère aîné de Jacob et chef d'une tribu de chasseurs, rôde autour du campement de son frère. Il veut se venger de lui qui lui a ravi par ruse son droit d'aînesse. Ces situations débouchent sur un conflit que seul le recours aux valeurs spirituelles permet de dépasser. Ce dépassement est figuré par le combat nocturne entre Jacob et un ange envoyé par Dieu, dans le gué du Yabbok, alors que Jacob, pour éviter l'affrontement, a décidé d'aller se réconcilier avec Ésaü.
Le film joue sur les similitudes entre les péripéties décrites dans la Bible et bien des situations porteuses de conflit dans l'espace soudano-sahélien.

## Fiche technique
- Titre original : La Genèse
- Réalisation : Cheick Oumar Sissoko
- Idée originale, scénario et dialogues : Jean-Louis Sagot-Duvauroux
- Pays de production :  Mali,  France
- Durée : 102 minutes
- Dates de sortie : France : 16 mai 1999 (Festival de Cannes 1999)

## Distribution
- Sotigui Kouyaté : Jacob
- Salif Keita : Ésaü
- Balla Moussa Keita : Hamor
- Fatoumata Diawara : Dina
- Maïmouna Hélène Diarra : Lea
- Habib Dembele "Guimba"
- Magma Coulibaly
- Omar Namori Keita

## Réception critique
Deborah Young décrit dans son article sur le magazine Variety, décrit le film comme "l'une des expériences les plus difficiles vues à Cannes cette année. Le scénario de Jean-Louis Sagot-Duvauroux est très intense et poétique". Elle fait également fait l'éloge de la cinématographie, des costumes et de la musique.
Kevin Hagopian, maître de conférences en études des médias à l'Université d'État de Pennsylvanie, a décrit le film comme « un chef-d'œuvre du mouvement cinématographique moderne dirigé par la diaspora africaine ».